# Foz de Arouce
Foz de Arouce est une ancienne paroisse civile portugaise (en portugais : freguesia) de la municipalité de Lousã dans le district et la région de Coimbra.
Foz de Arouce doit son nom à sa situation à la confluence des rivières Ceira et Arouce (« foz » signifiant « embouchure » en portugais).
La loi no 11-A/2013 du 28 janvier 2013 portant réorganisation administrative du territoire des freguesias fusionne Foz de Arouce avec la paroisse voisine de Casal de Ermio pour former l’União das freguesias de Foz de Arouce e Casal de Ermio, dont le siège est à Foz de Arouce).